# Zocherpark

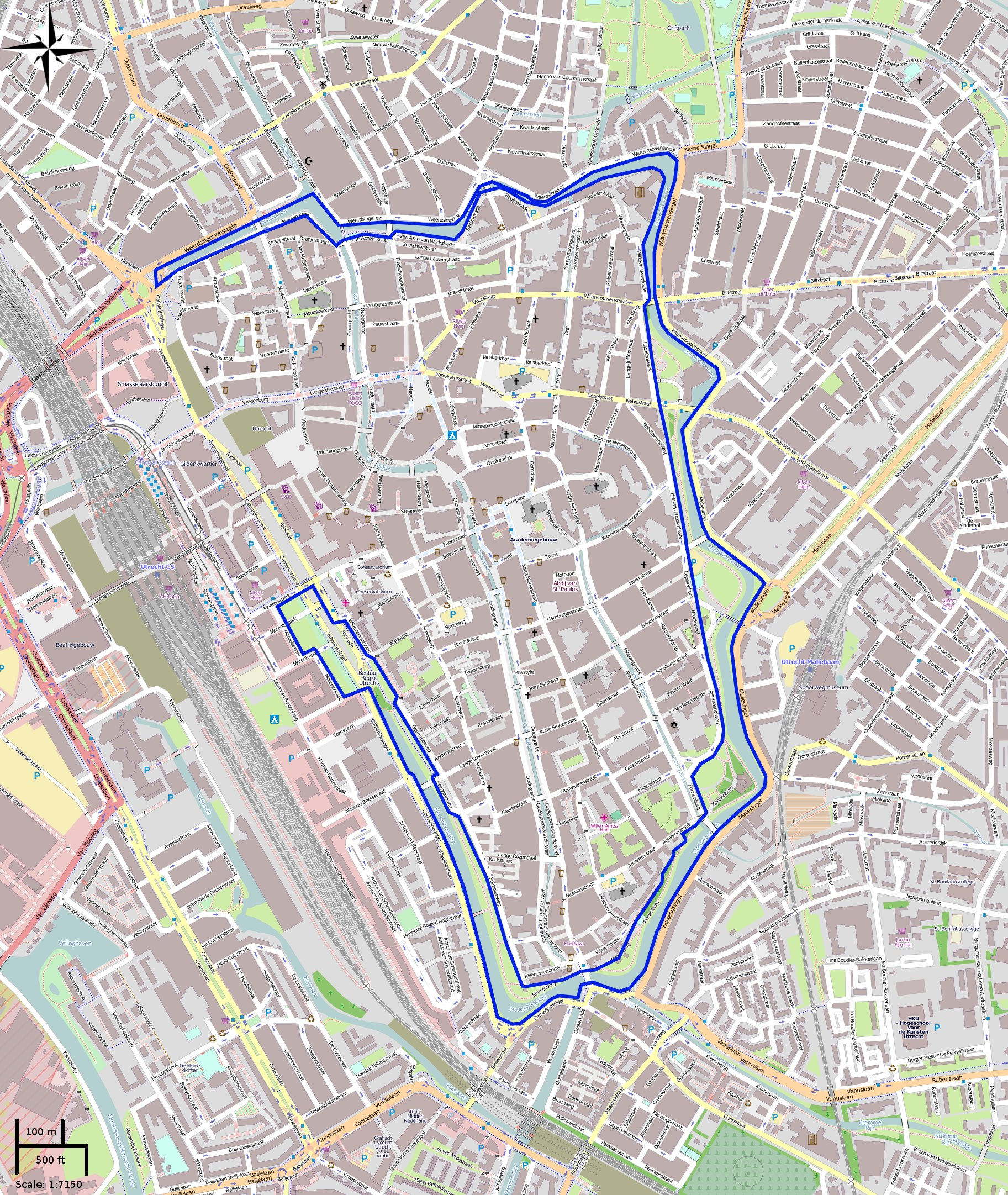
Locatie van het Zocherpark/singelgebied

Het Zocherpark is een stadspark in de Nederlandse stad Utrecht dat gelegen is langs een deel van de singel om de oude binnenstad. Het enkele kilometers lange singelplantsoen is ontworpen door de 19e-eeuwse landschapsarchitect Jan David Zocher jr. Op een paar uitzonderingen na is de eeuwenoude stadsverdediging met de aanleg afgebroken. Een groot deel van de vrijgekomen ruimte is vervolgens gebruikt voor de aanleg van het park.

## Geschiedenis
Vanaf 1122 tot diep in de 16e eeuw waren rond deze stad verdedigingswerken gebouwd en verbouwd zoals een stadsmuur met verdedigingsgracht, stadspoorten, waltorens en bastions. In de 17e eeuw raakten deze verouderd. Ze verloren hun rol in militair opzicht en kregen een recreatieve functie omdat welgestelde burgers er gingen wandelen. Ook werden de verdedigingswerken gaandeweg voorzien van onder meer tuinen, bomenrijen en particuliere bouwwerken zoals theekoepels. Begin 19e eeuw waren de verdedigingswerken, hoewel soms in bouwvallige staat, nog vrijwel geheel intact. In deze periode werd gestart met de aanleg van de Nieuwe Hollandse Waterlinie waarin even buiten de sterk groeiende stad de eerste Forten bij Utrecht verrezen om een moderne verdedigingslinie te vormen.
Rond 1827 besloot het gemeentebestuur de oude verdedigingslinie af te laten breken en stelde de Commissie tot Uitbreiding en Verfraaiing der Stad Utrecht in. Op verzoek van de Utrechtse burgemeester H.M.A.J. van Asch van Wijck diende Zocher bij de stad een plan in met een ontwerp voor stadsuitbreidingen en een grootschalige ontmanteling van de eeuwenoude stadsverdediging om plaats te kunnen maken voor een parkstructuur om de oude stad. Zocher baseerde zich in zijn parkontwerp op de Engelse landschapsstijl. De verdedigingsgracht werd behouden om als een kronkelige rivier in het park te fungeren. Met behulp van een hergebruik van de stadswallen konden hoogteverschillen ontstaan. Zijn plan voor het park werd aanvaard. De aanleg van de singelplantsoenen startte in 1830 en ging toen nog onder de noemer Wandelingen.
De ontmanteling en aanleg hebben ruim 40 jaar in beslag genomen. In 1830 werd aan de noordzijde van de stad begonnen met de afbraak van de stadsmuur ter hoogte van het Begijnebolwerk. De parkaanleg vanaf de noordoostelijke stadspoort, de Wittevrouwenpoort, ging in zuidwaartse richting. In 1839 trad Kien aan als nieuwe burgemeester, een voorstander van radicale sloop van stadsmuren en -poorten. Rond 1842 begon in het zuiden het park vorm te krijgen tussen de Tolsteegpoort tot aan de Smeetoren, om uiteindelijk nog enkele honderden meters noordelijker van deze voormalige waltoren te eindigen. Onder meer bastion Sterrenburg werd deels opgenomen in de parkstructuur en deels vergraven om een betere vaarroute te creëren voor de scheepvaart over de gracht. Vanaf 1850 werkte Louis Paul Zocher mee met zijn vader bij de aanleg van het park.
Uiteindelijk ontstond over een afstand van enkele kilometers een smal langgerekt stadspark met zichtlijnen en wandelpaden waarlangs vele bomen werden aangeplant. Ongeveer 250 bomen die dateren uit de tijd van de parkaanleg staan vandaag de dag nog in het park. Ruim 600 bomen zijn 100 jaar of ouder. In het park bevinden zich onder meer zitbankjes en bijvoorbeeld op het Lepelenburg een grotere open ruimte met een muziektent. Het aan de binnenzijde van de Stadsbuitengracht gelegen park wordt doorsneden door diverse bruggen zoals de Abstederbrug met uitvalswegen vanuit de oude binnenstad. Met het stadspark verrezen diverse bouwwerken zoals woonblokken aan de Van Asch van Wijckskade en de villa Lievendaal. Niet het gehele plan van Zocher is uitgevoerd, vooral zijn beoogde stadsuitbreidingen kregen geen doorgang. Een deel van het park is al tijdens de aanleg aangepast. Nadien ging dit proces door en de karakteristieke opbouw in de Engelse landschapsstijl kwam op de achtergrond. Ook raakte de landelijke omgeving buiten de oude stad bebouwd. Daarnaast werden groengedeeltes die vooral aan de buitenzijde van de singel lagen, in de 20e eeuw opgeofferd voor parkeerplaatsen en verbrede wegen. Een gedeeltelijke reconstructie van het park ging begin 21e eeuw van start. Het park wordt vandaag de dag veelvuldig door de stadsbewoners voor de recreatie gebruikt en er vinden diverse evenementen in plaats die vanuit de regio worden bezocht.
Het gebied valt (merendeels) onder het beschermd stadsgezicht. Binnen Nederland is het Zocherpark een van de oudste nog bestaande openbare parken, een belangrijke reden voor de rijksmonumentale status die het heeft.

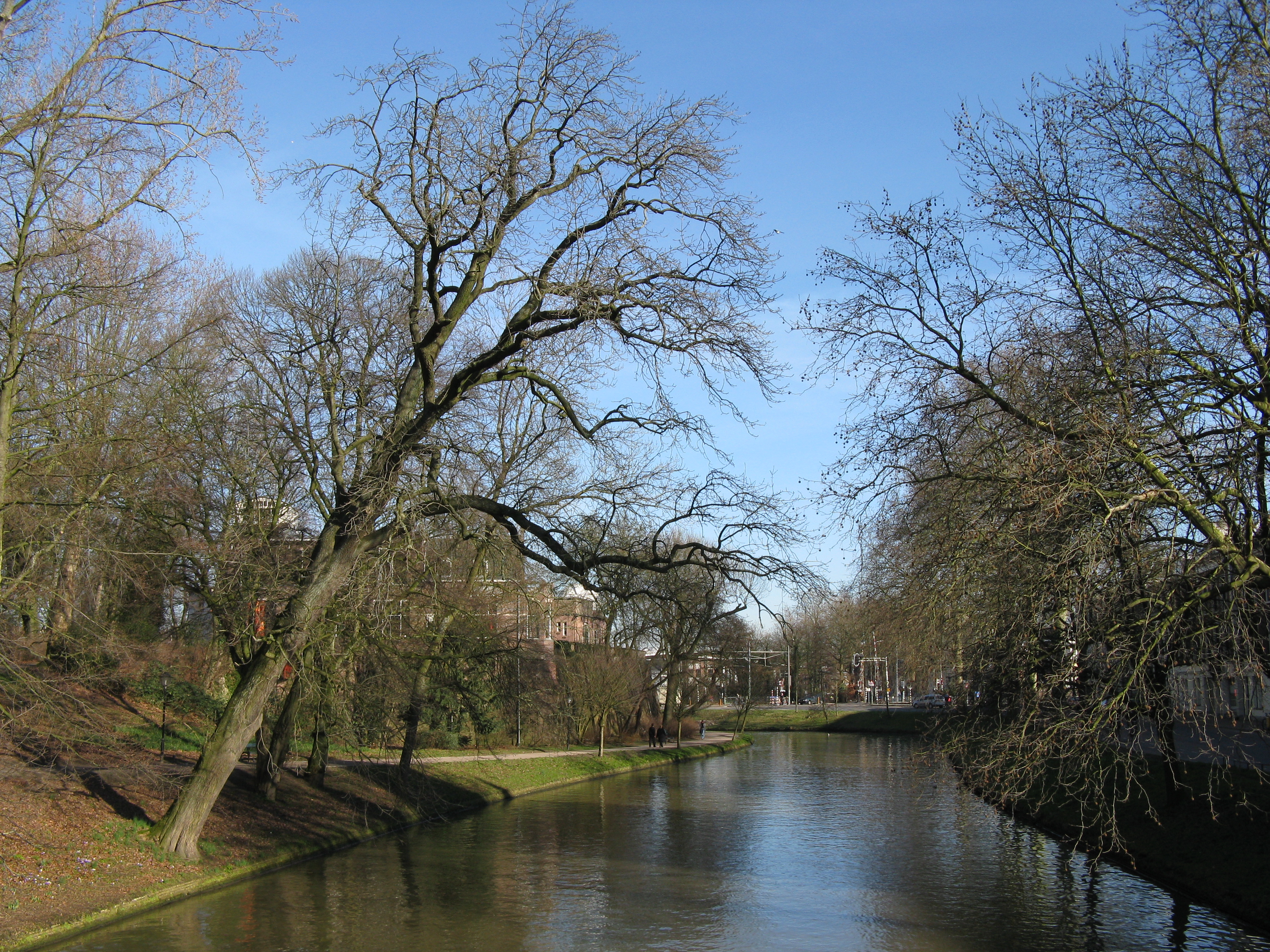
Park richting de Sonnenborgh
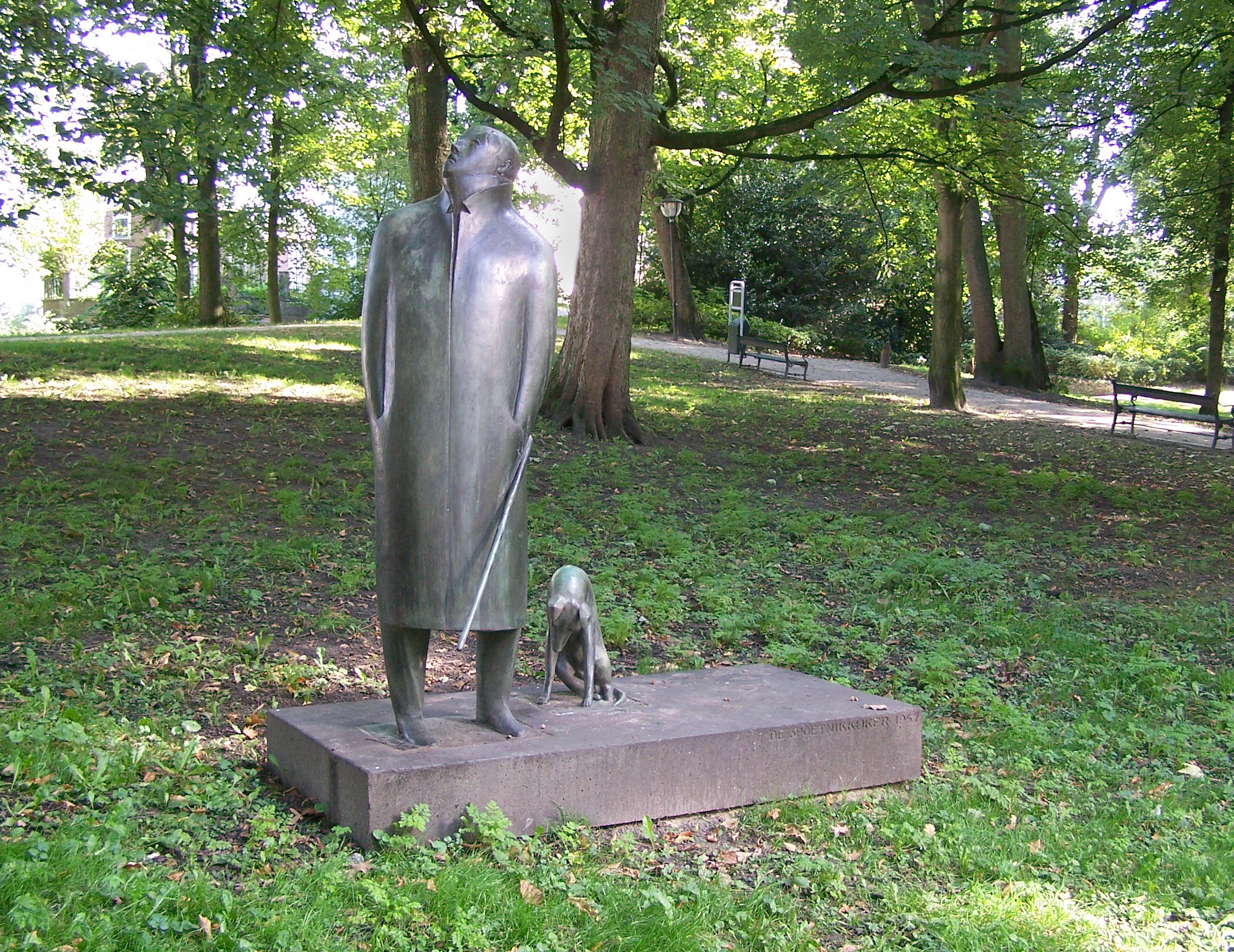
Kunstwerk Spoetnikkijker in het park ter hoogte van de Sonnenborgh.
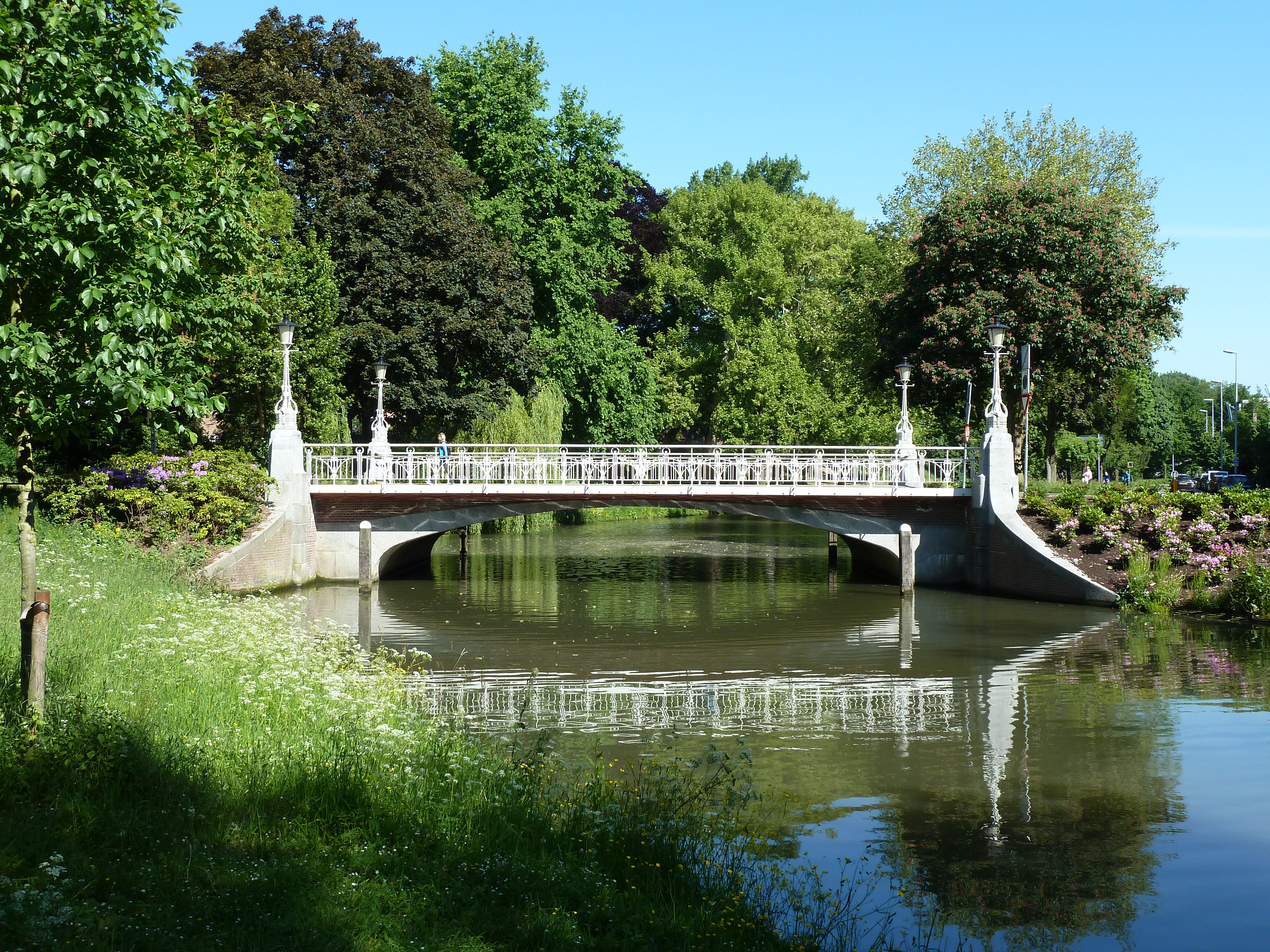
Herenbrug
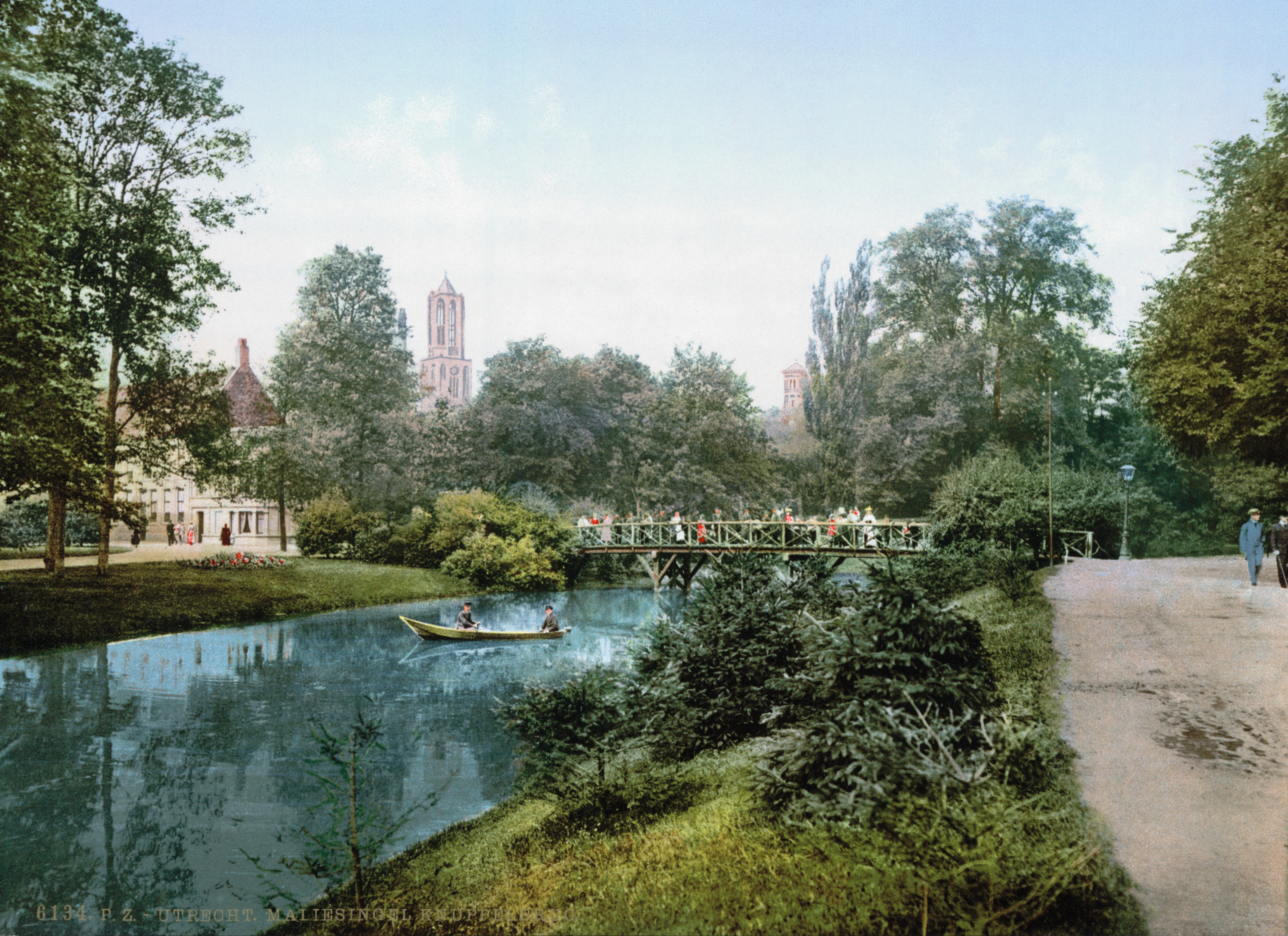
Park Lepelenburg rond 1900.
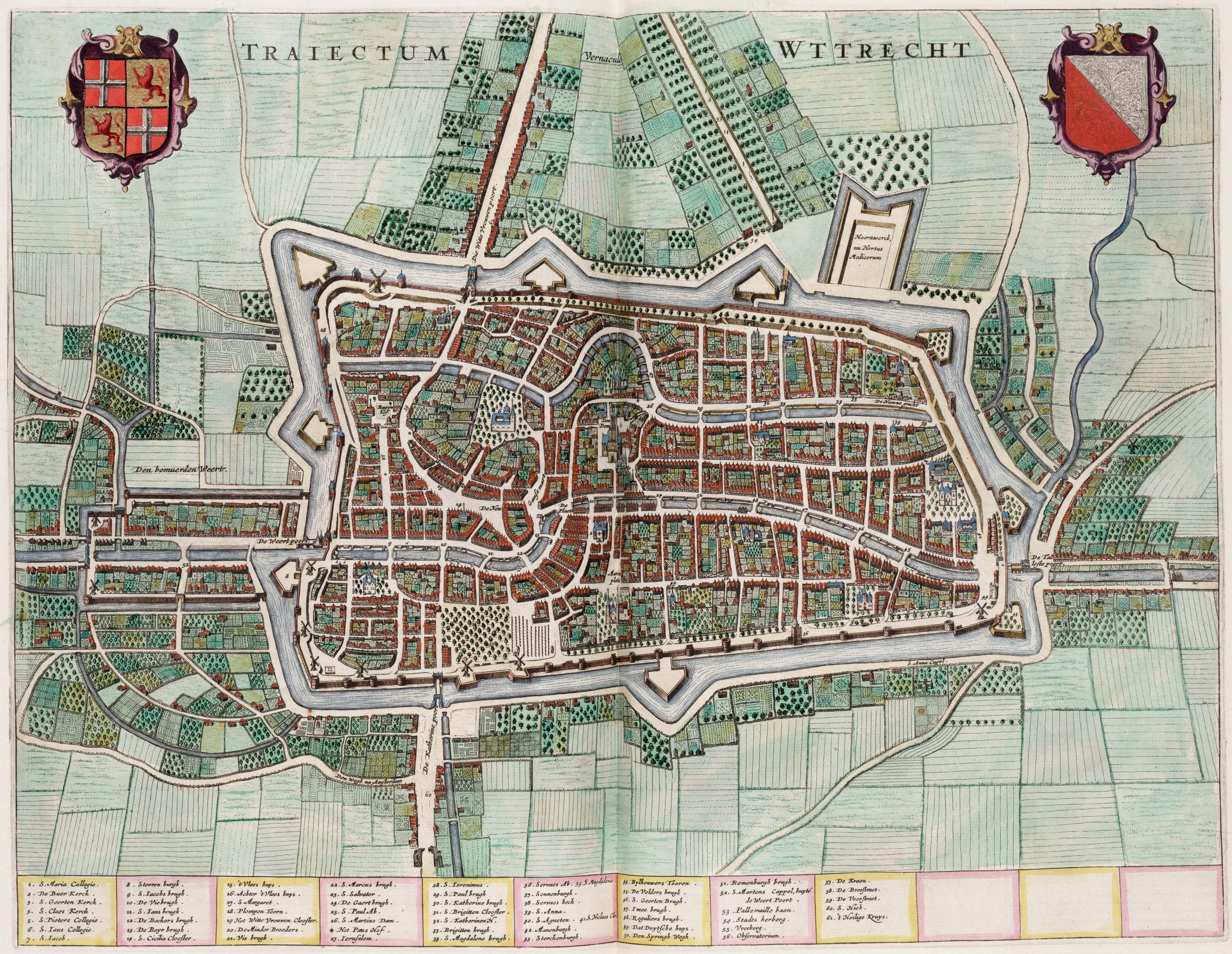
De ommuurde stad omstreeks 1650 (oost ligt boven in de kaart)
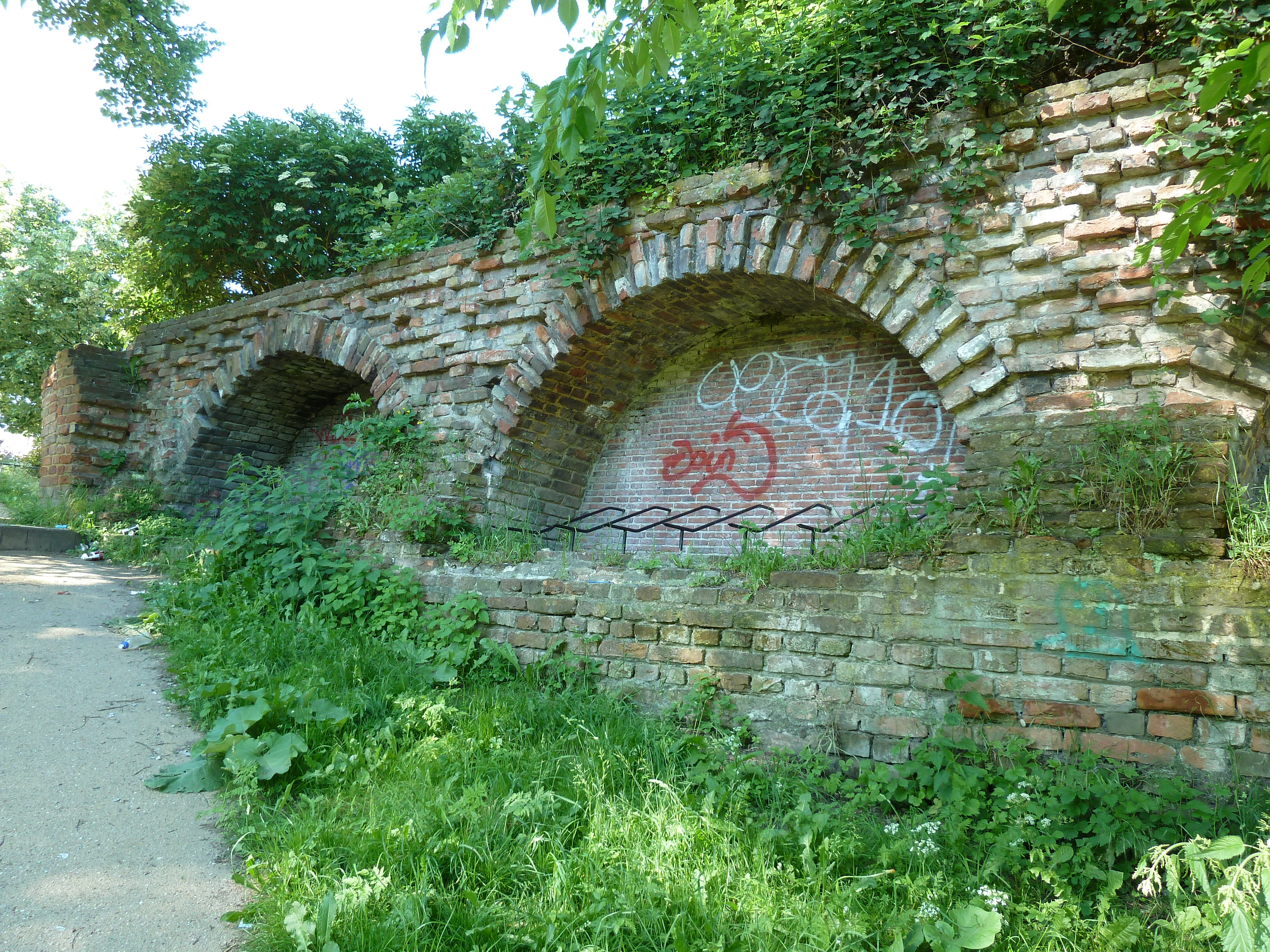
Restant van de stadsmuur ter hoogte van het Lucasbolwerk.
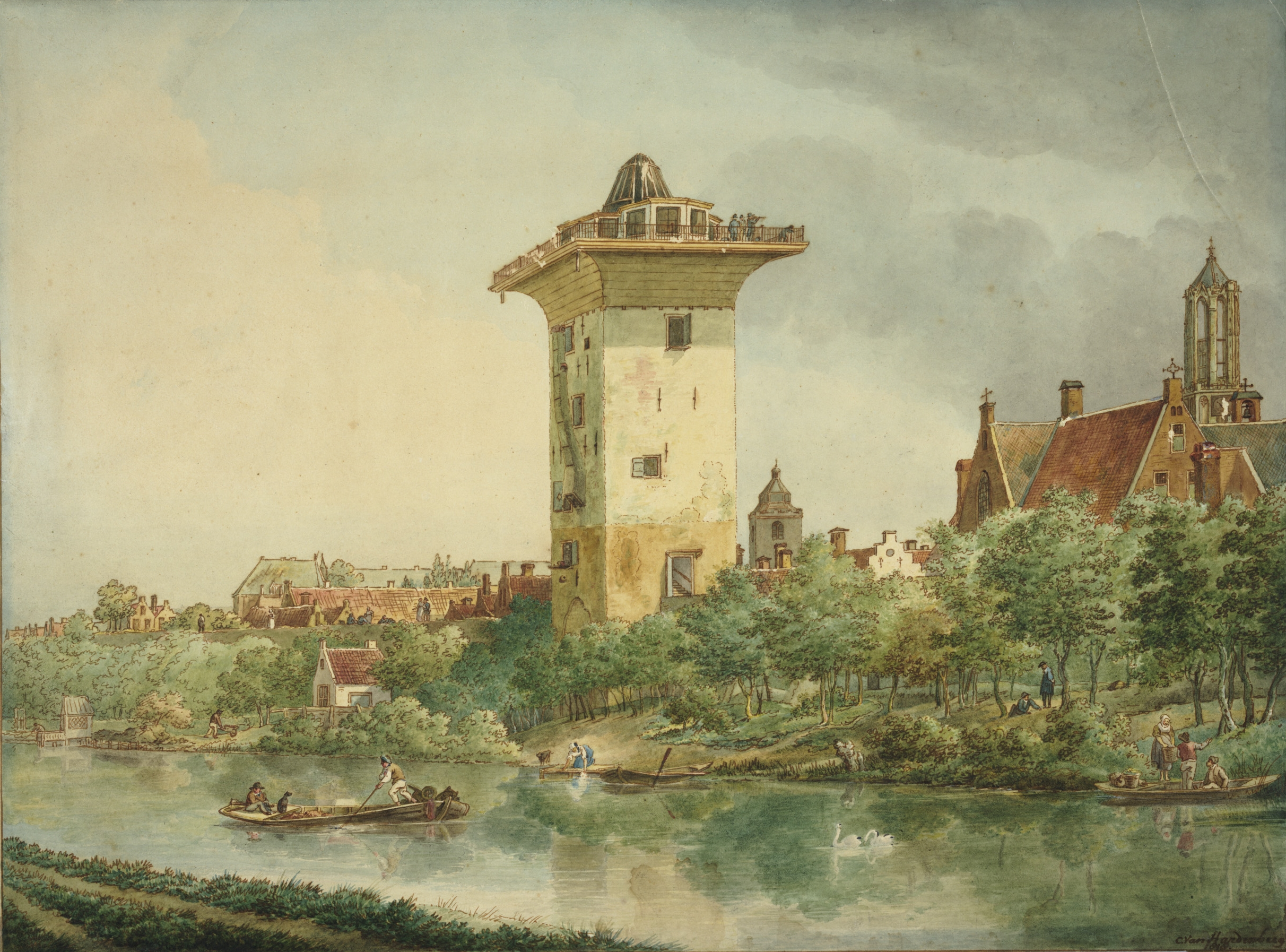
De Smeetoren aan de Stadsbuitengracht kort voor de afbraak van de stadsverdediging en aanleg van het Zocherpark
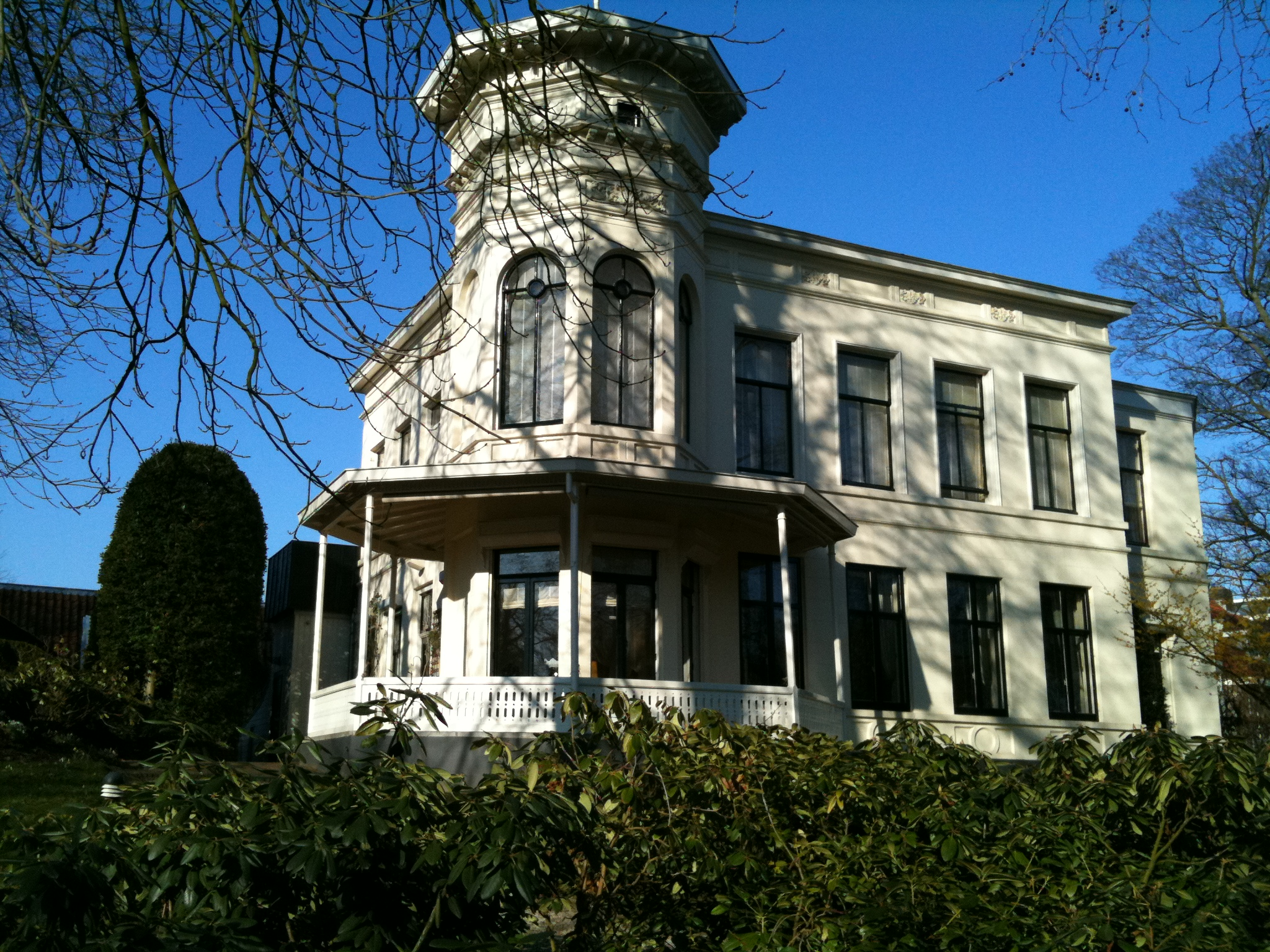
Villa Lievendaal (1862) aan het park.

Amaliapark · Park De Balije · Park Bloeyendael · Park de Gagel · Griftpark · Hogelandsepark · Park Hoge Weide · Julianapark · Klokkenveld · Kromme Rijnpark · Majellapark · Máximapark · Moreelsepark · Park Nieuweroord · Niftarlakepark · Noorderpark · Nynkeplantsoen · Oorsprongpark · Park Oosterspoorbaan · Oranjepark · Park De Groene Kop · Park Leeuwesteyn · Park Oog in Al · Park Transwijk · Rosarium (Oudwijk) · Sterrenbos · Park Tivoli · Van Heukelompark · Vechtzoompark · Park Voorn · Park de Watertoren · Wilhelminapark · Willem Alexanderpark · Zocherpark